# みずほちゃんNONSTOP!
『みずほちゃんNONSTOP!』（みずほちゃんノンストップ!）は山口りなによる日本の4コマ漫画。『月刊電撃コミックガオ!』（メディアワークス）にて、1996年4月号から2000年8月号にかけて連載。全51話。単行本は1巻（23話収録）のみ発売。

## ストーリー
原島瑞穂は16歳の高校一年生にして売れっ子のやおい同人作家。ある日、校内で2年の守川俊之とぶつかり、一目惚れされてしまう。付き合うことになった2人だったが、全くの一般人の守川くんは同人活動どっぷりのみずほちゃんに振り回されてばかり。そこに恋のライバルが現れ、三角関係が四角になり…。

## 登場人物
原島瑞穂（はらしまみずほ）
主人公・みずほちゃん。ペンネームは「おみたくや」。やおい系の売れっ子同人作家。
守川俊之（もりかわとしゆき）
みずほちゃんの彼氏。同人方面はまったくの素人。みずほちゃんの好きなアニメの主人公に似ていたから付き合うことになった。
森田京（もりたきょう）
みずほちゃんの同級生で同人仲間。なにかと目の離せないみずほのお守り役。
守川小百合（もりかわさゆり）
さゆりちゃん。みずほちゃんの同人友達で守川くんの妹。
原島威（はらしまたける）
みずほちゃんの弟。担任の新山先生が好き。
久井教聖（ひさいきょうせい）
みずほちゃんと同じ学校の同学年。ゲームセンターで知り合い、みずほちゃん狙いで守川くんに宣戦布告する。コスプレイヤー。
麻見蘭（あさみらん）
さゆりちゃんの同級生。守川くんに一目惚れして猛アタックをかける。
山崎薫（やまざきかおる）
守川くんの1歳年上で進学先の大学に在籍。作中で一番の美人だが実は男。守川くんに言い寄ってくる。
松本？（まつもと？）
薫さんの友人。
新山藤子（にいやまとうこ）
威くんの担任でみずほちゃんの同人友達。後に威くんと付き合うことに。
今泉？（いまいずみ？）
守川くんの同級生で校内の事情通。
守川？（もりかわ？）
みずほちゃんの娘。最終回第51話で3コマだけ登場。お絵かきが好きで将来有望（？）な子供。